# Leichtathletik-Europameisterschaften 1986/Teilnehmer (DDR)
Der DVfL der DDR hatte für die Leichtathletik-Europameisterschaften 1986 in Stuttgart zunächst insgesamt 72 Sportler nominiert, 36 Männer und 36 Frauen. Kurz vor Beginn mussten der Leipziger Hürdensprinter Holger Pohland und die Berliner Siebenkämpferin Sibylle Thiele ihren Start verletzungsbedingt absagen. Somit waren 70 Athleten des DVfL am Start. Unter den Nominierten befanden sich sieben Titelverteidiger von Athen. Nach dem Boykott der Olympischen Spiele 1984 in Los Angeles durch die DDR waren die Europameisterschaften der erste große internationale Vergleich für die DDR-Leichtathleten seit den Leichtathletik-Weltmeisterschaften 1983 in Helsinki. Nicht mehr am Start waren die Europameister von 1982 Thomas Munkelt, Lutz Dombrowski, Uwe Hohn, Bärbel Wöckel und Ramona Neubert, die teilweise nicht zuletzt wegen des Olympiaboykotts ihre leistungssportliche Karriere beendet hatten.

## Erfolge
Die DDR-Mannschaft belegte in der Medaillenwertung mit 11 Gold-, 10 Silber und 8 Bronzemedaillen den zweiten Platz hinter der Mannschaft der Sowjetunion. Die Frauen holten in 14 von 18 Wettbewerben, die Männer in 7 von 21 Wettbewerben, bei denen sie antraten, eine Medaille. Jeweils 2 Titel konnten Heike Drechsler, Marlies Göhr und Marita Koch gewinnen. Im Kugelstoßen gewannen DDR-Athleten vier von sechs Medaillen. Die Frauen stellten fünf Europameisterschaftsrekorde auf. Herausragend war jedoch die Einstellung des Weltrekords von 21,71 s im Sprint über 200 Meter durch Heike Drechsler. Im Weitsprung hatte sie kurz vor den Europameisterschaften in Dresden einen neuen Weltrekord mit 7,45 m aufgestellt.

## Nominierte Athleten
| Disziplin        | Männer                                                          | Männer                                                             | Männer                            | Frauen                                                      | Frauen                                                          | Frauen                    |
| Disziplin        | Athlet                                                          | Sportclub/Verein                                                   | Platzierung                       | Athlet                                                      | Sportclub/Verein                                                | Platzierung               |
| ---------------- | --------------------------------------------------------------- | ------------------------------------------------------------------ | --------------------------------- | ----------------------------------------------------------- | --------------------------------------------------------------- | ------------------------- |
| 100 m            | Steffen Bringmann Thomas Schröder                               | SC DHfK Leipzig SC Neubrandenburg                                  | 4. Platz                          | Marlies Göhr Silke Gladisch Ingrid Auerswald                | SC Motor Jena SC Empor Rostock SC Motor Jena                    | 4. Platz 5. Platz         |
| 200 m            | Thomas Schröder Olaf Prenzler Frank Emmelmann                   | SC Neubrandenburg SC Magdeburg                                     | 4. Platz 7. Platz 8. Platz        | Heike Drechsler Silke Gladisch Sabine Günther               | SC Motor Jena SC Empor Rostock SC Motor Jena                    | 7. Platz                  |
| 400 m            | Thomas Schönlebe Mathias Schersing                              | SC Karl-Marx-Stadt SC Chemie Halle                                 | Silber · Bronze                   | Marita Koch Petra Müller Kirsten Emmelmann                  | SC Empor Rostock SC Chemie Halle SC Magdeburg                   | 4. Platz                  |
| 800 m            | Hans-Joachim Mogalle                                            | SC Chemie Halle                                                    | Zwischenlauf                      | Sigrun Wodars Christine Wachtel                             | SC Neubrandenburg SC Neubrandenburg                             | 8. Platz                  |
| 1500 m           | Andreas Busse                                                   | SC Einheit Dresden                                                 | Vorlauf                           | Heike Oehme                                                 | SC Cottbus                                                      | 12. Platz                 |
| 5000 m           | Hansjörg Kunze                                                  | SC Empor Rostock                                                   | nicht angetreten                  |                                                             |                                                                 |                           |
| 10.000 m         | Hansjörg Kunze                                                  | SC Empor Rostock                                                   | verletzt ausgeschieden            | Ulrike Bruns Gabriele Veith                                 | ASK Vorwärts Potsdam SC Cottbus                                 | 13. Platz                 |
| Marathon         | Jörg Peter Michael Heilmann                                     | SC Einheit Dresden TSC Berlin                                      | 17. Platz ausgeschieden           | Katrin Dörre                                                | SC DHfK Leipzig                                                 | ausgeschieden             |
| 100 m Hürden     |                                                                 |                                                                    |                                   | Cornelia Oschkenat Heike Theele Kerstin Knabe               | SC Dynamo Berlin SC Magdeburg SC DHfK Leipzig                   | 4. Platz                  |
| 110 m Hürden     | Andreas Oschkenat                                               | SC Dynamo Berlin                                                   | 5. Platz                          |                                                             |                                                                 |                           |
| 400 m Hürden     |                                                                 |                                                                    |                                   | Sabine Busch Cornelia Feuerbach Ellen Fiedler               | SC Magdeburg SC Dynamo Berlin                                   | 6. Platz                  |
| 3000 m Hindernis | Hagen Melzer                                                    | SC Einheit Dresden                                                 | Gold                              |                                                             |                                                                 |                           |
| 4 × 100 m        | Thomas Schröder Steffen Bringmann Olaf Prenzler Frank Emmelmann | SC Neubrandenburg SC DHfK Leipzig SC Magdeburg                     | Silber · Silber · Silber · Silber | Silke Gladisch Sabine Günther Ingrid Auerswald Marlies Göhr | SC Empor Rostock SC Motor Jena SC Motor Jena                    | Gold · Gold · Gold · Gold |
| 4 × 400 m        | Frank Möller Carlo Niestädt Thomas Schönlebe Mathias Schersing  | ASK Vorwärts Potsdam TSC Berlin SC Karl-Marx-Stadt SC Chemie Halle | 6. Platz                          | Kirsten Emmelmann Sabine Busch Petra Müller Marita Koch     | SC Magdeburg SC Turbine Erfurt SC Chemie Halle SC Empor Rostock | Gold · Gold · Gold · Gold |
| 10-km-Gehen      |                                                                 |                                                                    |                                   | Dagmar Grimmenstein                                         | SC Turbine Erfurt                                               | 9. Platz                  |
| 20-km-Gehen      | Ralf Kowalsky Axel Noack                                        | TSC Berlin                                                         | disqualifiziert disqualifiziert   |                                                             |                                                                 |                           |
| 50-km-Gehen      | Hartwig Gauder Dietmar Meisch Ronald Weigel                     | SC Turbine Erfurt TSC Berlin ASK Vorwärts Potsdam                  | 6. Platz disqualifiziert          |                                                             |                                                                 |                           |
| Weitsprung       |                                                                 |                                                                    |                                   | Heike Drechsler Helga Radtke                                | SC Motor Jena SC Empor Rostock                                  | Gold · Bronze             |
| Dreisprung       | Dirk Gamlin Volker Mai                                          | SC Traktor Schwerin SC Neubrandenburg                              | 5. Platz 8. Platz                 |                                                             |                                                                 |                           |
| Hochsprung       | Gerd Wessig                                                     | SC Traktor Schwerin                                                | 6. Platz                          | Andrea Bienias Susanne Helm                                 | SC DHfK Leipzig SC Dynamo Berlin                                | 4. Platz                  |
| Kugelstoßen      | Ulf Timmermann Udo Beyer                                        | TSC Berlin ASK Vorwärts Potsdam                                    | Silber · Bronze                   | Heidi Krieger Ines Müller Heike Hartwig                     | SC Dynamo Berlin SC Empor Rostock SC Dynamo Berlin              | 5. Platz                  |
| Diskuswurf       | Jürgen Schult                                                   | SC Traktor Schwerin                                                | 7. Platz                          | Diana Sachse Martina Hellmann Irina Meszynski               | ASK Vorwärts Potsdam SC DHfK Leipzig TSC Berlin                 | 4. Platz                  |
| Hammerwurf       | Gunther Rodehau Ralf Haber Matthias Moder                       | SC Einheit Dresden SC Karl-Marx-Stadt SC Dynamo Berlin             | 4. Platz 6. Platz 7. Platz        |                                                             |                                                                 |                           |
| Speerwurf        | Detlef Michel Gerald Weiß                                       | TSC Berlin SC Traktor Schwerin                                     | 11. Platz                         | Petra Felke                                                 | SC Motor Jena                                                   | Silber                    |
| Siebenkampf      |                                                                 |                                                                    |                                   | Anke Behmer Sibylle Thiele                                  | SC Neubrandenburg SC Dynamo Berlin                              | nicht angetreten          |
| Zehnkampf        | Torsten Voss Uwe Freimuth                                       | SC Traktor Schwerin ASK Vorwärts Potsdam                           | 4. Platz 6. Platz                 |                                                             |                                                                 |                           |

Nicht zum Einsatz kamen die folgenden Ersatzstarter in den Sprintdisziplinen: Sören Schlegel (SC Karl-Marx-Stadt); Torsten Heimrath (SC Traktor Schwerin); Holger Pohland (SC DHfK Leipzig); Ina Morgenstern (ASK Vorwärts Potsdam) und Dagmar Neubauer (SC Turbine Erfurt).

## Medaillen und Teilnehmer je Verein
Die Aktiven verteilten sich auf 14 verschiedene Leistungssportzentren, wovon 12 Sportclubs Medaillengewinner bejubeln konnten. Lediglich die Clubs in Schwerin und Cottbus blieben ohne Edelmetall. Der mit Abstand erfolgreichste Sportclub war der SC Motor Jena, dessen 5 Vertreterinnen sieben Medaillen mit nach Hause nahmen. Insgesamt gingen in den Einzeldisziplinen drei Europameistertitel nach Jena. Weiterhin hatten Jenaer Sportlerinnen Anteil an einem Staffeltitel.
| Platz | Sportclub/Sportverein | Teilnehmer | Goldmedaille – Europameister | Silbermedaille – 2. Platz | Bronzemedaille – 3. Platz | Medaillen gesamt |
| ----- | --------------------- | ---------- | ---------------------------- | ------------------------- | ------------------------- | ---------------- |
| 1     | SC Motor Jena         | 5          | 6                            | 1                         | 0                         | 7                |
| 2     | SC Empor Rostock      | 5          | 3                            | 1                         | 2                         | 6                |
| 3     | SC Turbine Erfurt     | 4          | 2                            | 0                         | 0                         | 2                |
| 4     | SC Magdeburg          | 6          | 1                            | 3                         | 1                         | 5                |
| 5     | SC Neubrandenburg     | 5          | 1                            | 2                         | 0                         | 3                |
| 6     | SC Dynamo Berlin      | 7          | 1                            | 1                         | 0                         | 2                |
| 7     | SC Chemie Halle       | 3          | 1                            | 0                         | 2                         | 3                |
| 7     | ASK Vorwärts Potsdam  | 7          | 1                            | 0                         | 2                         | 3                |
| 9     | SC Einheit Dresden    | 5          | 1                            | 0                         | 0                         | 1                |
| 10    | SC DHfK Leipzig       | 6          | 0                            | 2                         | 1                         | 3                |
| 11    | TSC Berlin            | 9          | 0                            | 2                         | 0                         | 2                |
| 12    | SC Karl-Marx-Stadt    | 3          | 0                            | 1                         | 0                         | 1                |
| 13    | SC Cottbus            | 2          | 0                            | 0                         | 0                         | 0                |
| 13    | SC Traktor Schwerin   | 6          | 0                            | 0                         | 0                         | 0                |